# 賓納·林馬
賓納·帕斯卡·莫里斯·拉瑪（法語：Bernard Pascal Maurice Lama，1963年4月7日—），簡稱賓納·拉瑪（法語：Bernard Lama），出生在安德爾-盧瓦爾省，但來自法屬圭亞那，是一名法國足球教練和前門將。拉瑪曾替數間法國球會效力過，其中包括里爾和巴黎聖日耳門。拉瑪亦是法國贏得1998年世界盃和2000年歐洲國家盃的成員之一，而他現為法國足球總會之執行顧問。

## 球會生涯

### 早年
1981年，拉瑪在沒獲得父親同意下，離開法屬圭亞那遠赴法國，決心成為一名職業足球員，並在法甲球會里爾展開其足球生涯。1982年，拉瑪獲外借至SC阿比維爾，但從未上陣，翌年後重返里爾後再次被外借至貝桑松RC。拉瑪在這支球會只上陣數場，但表現已足以獲里爾在隨後一季留用。自此，拉瑪上陣次數增多，甚至在1989年5月31日對拉瓦勒的賽事中射入十二碼，協助球隊以8-0擊敗對手。
然而拉瑪效力數年，始終都沒正式當上首席門將，因而於1989年離開。拉瑪在梅斯效力了一年，又在布雷斯特29效力過。其後，拉瑪在朗斯的表現，吸引到巴黎聖日耳門向他提供五年合約。

### 黃金年代
拉瑪在巴黎聖日耳門取代了祖爾·巴斯的地位。其表現使人印象深刻，而參加歐洲賽更使其職業生涯提升到一個新層面，並獲法國隊徵召。拉瑪在1993年和1995年贏得了法國盃，在1996年則贏得了歐洲盃賽冠軍盃。

### 走下坡
儘管西甲球會巴塞羅那表示對拉瑪有興趣，不過拉瑪決定留在巴黎聖日耳門。然而不幸地，在1996年9月對AS康城的賽事中成功撲出十二碼後，拉瑪發現膝部嚴重受傷。復出後，在1997年2月又因吸食大麻而被停賽兩個月。這使巴黎聖日耳門另覓新門將。
1997年夏季，拉瑪在停賽期間被告知門將已有其他人選，而讓拉瑪離開球會。然而拉瑪未有即時離開。1997-98球季，拉瑪仍然在巴黎聖日耳門預備組訓練，在冬季轉會市場開啟時，拉瑪就加盟了韋斯咸。然而，他當後備之時間比上陣次數還要多。他合共代表韋斯咸上陣了12場。

### 生涯完結
在英格蘭留了六個月後，拉瑪重返巴黎聖日耳門效力了兩季。到1999-00球季，由於巴黎聖日耳門大改革，引進大量青年球員，拉瑪被球會告知他不會再有位置。拉瑪迅速找到新東家—雷恩，並度過了一很好的賽季。其後，拉瑪對外表明希望加盟巴西球會以一完兒時夢想，不過並沒有任何球會對他有興趣，最終拉瑪不得已宣佈退役。

## 國際賽生涯
1993年2月17日，拉瑪在對以色列的賽事中首次亮相，最終該場比賽以4-0勝出。拉瑪合共代表法國隊上陣了44場。拉瑪亦有在1996年歐洲國家盃決賽上陣，亦都在2000年歐洲國家盃決賽中後備上陣。

## 領隊生涯
2006年7月21日，拉瑪獲任命為肯亞的領隊。然而，他領軍的肯亞在2006年9月2日對厄立特里亞的非洲國家盃外圍賽賽事中不敵對手，在僅兩月後，他被肯尼亞足協以缺乏專業精神為由而開除。

## 榮譽
- 巴黎聖日耳門：
  - 法甲（1993/94）
  - 法國盃（1993、1995）
  - 歐洲盃賽冠軍盃（1995/96）
- 法國：
  - 1998年世界盃
  - 2000年歐洲國家盃
- 個人獎項：
  - 1994年最佳法國足球員
  - 1998年獲頒受法國榮譽軍團勳章的騎士勳位[7][8]。

## 外部連結
- Profile, stats and pictures of Bernard Lama （页面存档备份，存于）